# Rijksvaccinatieprogramma
Het Rijksvaccinatieprogramma (RVP) is het landelijke vaccinatieprogramma in Nederland dat in 1957 is ingevoerd waarbij kinderen ingeënt worden tegen infectieziekten.
Deelname aan de vaccinatie is niet verplicht, maar meer dan 95% van de ouders laat hun kind inenten. Voorwaarde voor deelname is dat de officiële vaccinaties zijn toegediend door de jeugdgezondheidszorg. Dit kan het consultatiebureau, het Centrum voor Jeugd en Gezin of de GGD zijn.

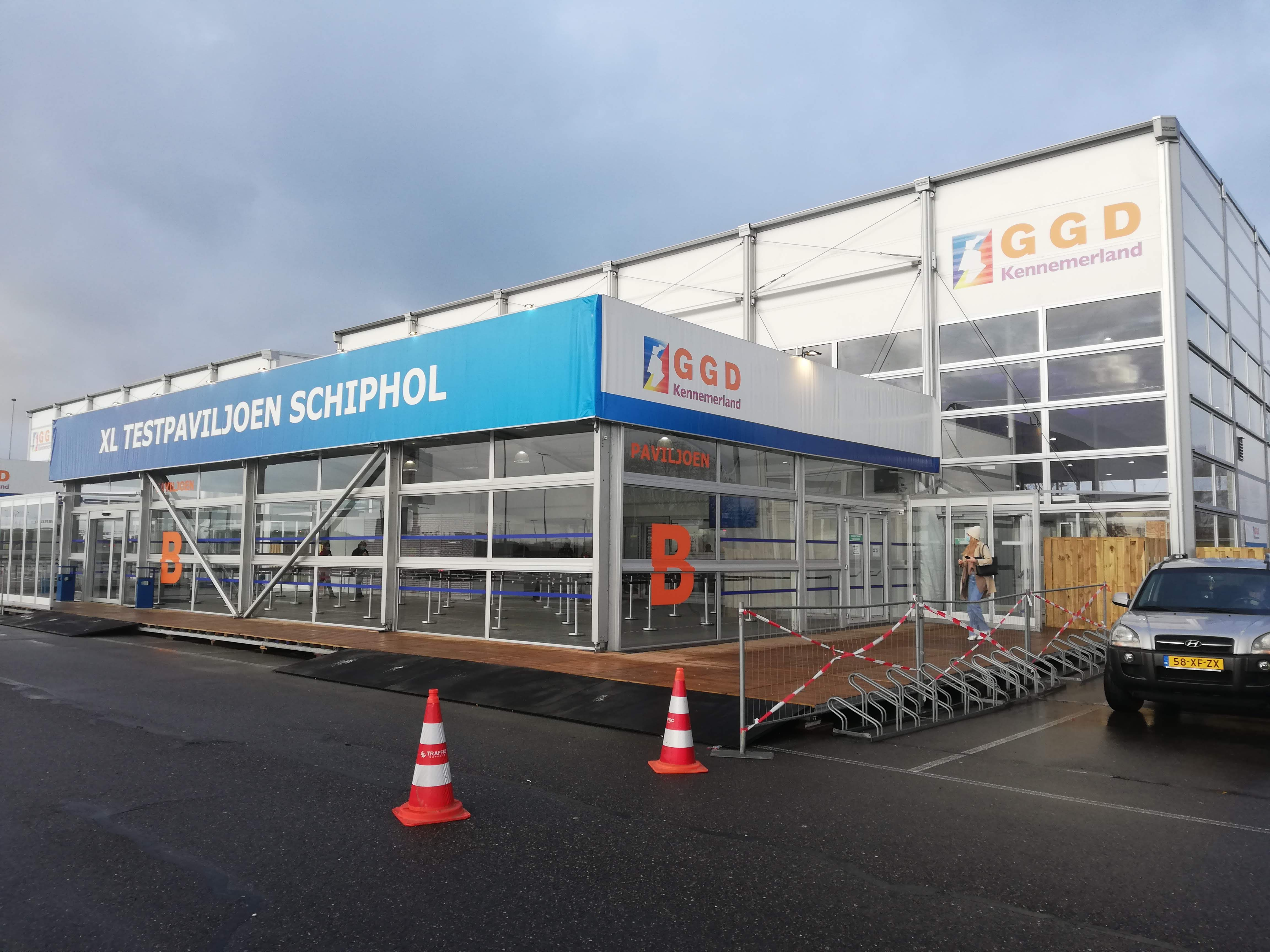
Een test- en vaccinatie locatie van de GGD Kennemerland op Schiphol ten tijde van het Covid-19 vaccinatieprogramma

De vaccinaties zijn voor de ouders gratis en worden gefinancierd door het ministerie van Volksgezondheid, Welzijn en Sport. Het programma wordt gecoördineerd door het Centrum Infectieziektebestrijding en uitgevoerd door het Rijksinstituut voor Volksgezondheid en Milieu (RIVM), Dienst Vaccinvoorziening en Preventieprogramma’s. RIVM-DVP heeft hiervoor regiokantoren en beheert het vaccinatieregister, waarin de inentingsgegevens van kinderen worden opgeslagen.

## Geschiedenis
In Nederland werd voor het eerst op beperkte schaal tegen pokken gevaccineerd in 1799. Dit was een jaar nadat de experimenten van Edward Jenner in Engeland succesvol waren gebleken. Van 1823 was het een verplichting voor schoolgaande kinderen tegen deze ziekte gevaccineerd te zijn. Ondanks dat er tot 1976 grootschalig gevaccineerd werd tegen deze ziekte was het formeel geen onderdeel van het Rijksvaccinatieprogramma. In dat jaar werd de verplichting voor schoolgaande kinderen ook afgeschaft, vier jaar voordat de Wereldgezondheidsorganisatie verklaarde dat dit de eerste ziekte was die dankzij het gebruik van vaccins was uitgeroeid.
Vanaf 1953 werd door het Rijksinstituut voor Volksgezondheid en Milieu (RIVM) voor kinderen een gratis vaccin ter beschikking gesteld tegen difterie, kinkhoest, roodvonk en tuberculose. Charlotte Hannik organiseerde in 1957 de Nederlandse vaccinatiecampagne tegen poliomyelitis. Sindsdien is er sprake van een Rijksvaccinatieprogramma.
Sinds 1 september 2002 worden kinderen rond de leeftijd van 14 maanden gevaccineerd tegen meningokokken C.
In 2007 werden er 23 kandidaat-vaccins bekeken om eventueel op te nemen in het Rijksvaccinatieprogramma. Hiervan leken er 15 voorlopig geschikt. De doelgroepen breiden zich uit naar adolescenten en ouderen. Genoemde vaccins beschermen tegen RSV (respiratoir syncytieel virus), rotavirus, HPV (humaan papillomavirus), Groep B hemolytische streptokokken en het varicellazostervirus (de veroorzaker van waterpokken en gordelroos). 
Vanaf 2010 kregen alle meisjes op 12-jarige leeftijd de gelegenheid zich te laten inenten tegen humaan papillomavirus type 16 en 18, om baarmoederhalskanker tegen te gaan. Ook werd besloten tot een 'inhaalcampagne' voor meisjes die zijn geboren tussen 1 januari 1993 en 31 december 1996. De opkomst viel tegen na onrust onder de bevolking. Er werd in de populaire pers maar ook in de wetenschappelijke literatuur getwijfeld aan de vaccinatie en aan de beoordeling die de Gezondheidsraad heeft gemaakt.
Sinds 2011 is het vaccin tegen Hepatitis B opgenomen in de DKTP-HepB-Hib vaccinatie.
De Nederlandse Gezondheidsraad oordeelde het in 2017 niet kosteneffectief om alle kinderen in te enten tegen rotavirussen. Zij adviseerde wel kinderen met risicofactoren in te enten, zoals te vroeg geborenen of kinderen met een laag geboortegewicht.
Sinds 1 mei 2018 vervangt het het MenACWY vaccin (tegen meningokokken A, C, W en Y) het vaccin dat tot toen werd aangeboden bij 14 maanden tegen alleen meningokokken C. De vaccinatie beschermt je 10 jaar lang. Omdat meningokokken W ook voor oudere kinderen gevaarlijk is, wordt de vaccinatie ook aangeboden aan tieners in het jaar dat ze 14 worden.
In december 2019 werd de maternale kinkhoestvaccinatie (de '22 wekenprik') opgenomen in het Rijksvaccinatieprogramma. Hierdoor zijn zuigelingen direct vanaf de geboorte beschermd tegen kinkhoest en kan de eerste DKTP-Hib-HepB vaccinatie vervallen. Vanaf dit moment wordt worden zuigelingen standaard tegen DKTP-Hib-HepB gevaccineerd bij 3, 5 en 11 maanden. Het eerste pneumokokken vaccin wordt sindsdien ook pas na 3 maanden gegeven in plaats van na 2 maanden. Als er tijdens de zwangerschap van het kind geen maternale kinkhoestvaccinatie is gegeven (of in geval van bepaalde uitzonderingen zoals vroeggeboorte), wordt het DKTP-Hib-HepB vaccin ook bij 2 maanden gegeven. 
Omdat HPV niet alleen baarmoederhalskanker, maar ook kanker aan mond- en keelholte, penis, anus, vagina en schaamlippen kan veroorzaken, worden sinds 2022 zowel jongens als meisjes uitgenodigd voor de HPV vaccinatie in het jaar dat ze 10 worden. Daarnaast krijgen in 2022 en 2023 alle 12-18 jarigen die nog niet tegen HPV gevaccineerd zijn een uitnodiging om zich alsnog te laten beschermen. Voor volwassenen tot en met 26 jaar is in 2023 een aanvullende inhaalcampagne uitgevoerd.

## Vaccinatieschema
Met ingang van 2025 worden enkele leeftijdfasen van het vaccinatieschema gewijzigd.
In Nederland kunnen kinderen de volgende inentingen krijgen:
| Fase   | Leeftijd             | Prik 1        | Prik 2  |
| ------ | -------------------- | ------------- | ------- |
| Fase 0 | Tijdens zwangerschap | DKT           |         |
| Fase 1 | 6 - 9 weken*         | DKTP-Hib-HepB |         |
| Fase 1 | 3 maanden            | DKTP-Hib-HepB | Pneu    |
| Fase 1 | 5 maanden            | DKTP-Hib-HepB | Pneu    |
| Fase 1 | 11 maanden           | DKTP-Hib-HepB | Pneu    |
| Fase 1 | 14 maanden           | BMR           | MenACWY |
| Fase 2 | 4 jaar               | DKTP          |         |
| Fase 3 | 9 jaar               | DTP           | BMR     |
| Fase 4 | 10 jaar              | HPV           | HPV     |
|        | 14 jaar              | MenACWY       |         |

*Alleen indien maternale kinkhoestvaccinatie niet is gegeven of wanneer er sprake is van een uitzonderingssituatie.
DKT = vaccinatie tegen difterie, kinkhoest en tetanus die tijdens zwangerschap aan de aanstaande moeder gegeven wordt ('22 wekenprik')
DKTP = vaccin tegen difterie, kinkhoest, tetanus en poliomyelitis
Hib = vaccin tegen haemophilus influenzae type B
HepB = vaccin tegen hepatitis B
BMR = vaccin tegen bof, mazelen en rodehond
MenACWY = vaccin tegen meningokokken type A, C, W en Y. Het vaccin tegen type C is in het vaccinatieprogramma opgenomen sinds 2002. Op 1 mei 2018 werd de vaccinatie uitgebreid tot type A, C, W en Y.
Pneu = vaccin tegen pneumokokken
HPV = vaccin tegen humaan papillomavirus. De tweede vaccinatie wordt standaard 6 maanden na de eerste gegeven.
In het geval van een afwijkend vaccinatieschema, bijvoorbeeld bij vluchtelingen, nieuwkomers of bij specifieke wensen van ouders (vaak op basis van religieuze of antroposofische gronden), kan een jeugdarts een aangepast vaccinatieschema opstellen. 

## Vaccinatiegraad
De vaccinatiegraad is het percentage individuen in de populatie dat is gevaccineerd tegen een bepaalde ziekteverwekker. Indien de vaccinatiegraad niet hoog genoeg is om het reproductiegetal lager dan 1 te houden, kan er geen groepsimmuniteit bereikt worden. In sommige bevolkingsgroepen kiezen relatief veel mensen ervoor geen gebruik te maken van het Rijksvaccinatieprogramma. Zo wordt in de Bijbelgordel een aantal infectieziekten vaker gezien dan elders in Nederland. De Bijbelgordel loopt in een lijn van Oost-Groningen naar Zeeland. In dit gebied wonen relatief veel bevindelijk gereformeerde christenen, van wie een deel hun kinderen om religieuze redenen niet laat vaccineren. Er zijn in dit gebied af en toe plaatselijk epidemieën van mazelen en rodehond. In 1978 en in 1992 waren er epidemieën van kinderverlamming (polio).
Kinderartsen en het RIVM meldden in 2018 dat de vaccinatiegraad dalende is. In 2017 waren 90,2% van alle peuters in Nederland volledig gevaccineerd, dat waren er 1.720 minder dan in het jaar ervoor.

## Bijwerkingen
Jaarlijks worden zo'n twee miljoen vaccinaties gegeven in het kader van het Rijksvaccinatieprogramma,. In 2017 waren er 1383 spontane meldingen bij het Bijwerkingencentrum Lareb van vermoede bijwerkingen na een vaccinatie. Omgerekend gaat het dan om 0,07% ofwel 7 van de 10.000 vaccinaties. Van de 1383 meldingen waren er 92 (6,7%) geduid als 'ernstig', waarvan vijf 'levensbedreigende situaties'. Van de meeste gemelde bijwerkingen die tot een levensbedreigende situatie en/of ziekenhuisopname hebben geleid, is bekend dat ze bij deze vaccins kunnen optreden. Zowel de bekende als de onbekende gemelde bijwerkingen gaven echter geen aanleiding tot een signalering.
Sinds 1 januari 2011 verzorgt Lareb de veiligheidsbewaking van de vaccinaties. Daarvoor deed het RIVM dit.